# 小多瑙河

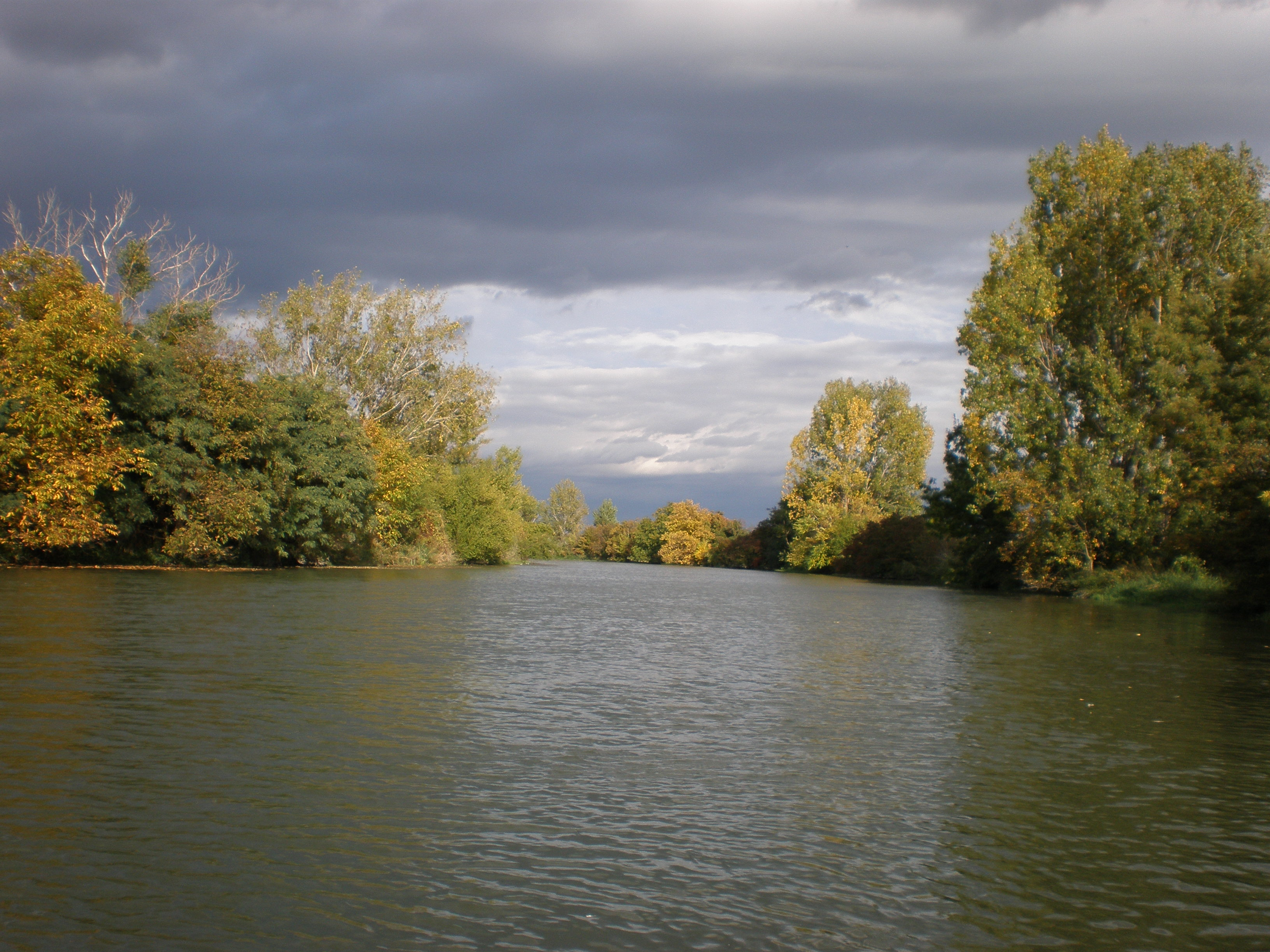

小多瑙河是斯洛伐克的河流，屬於多瑙河的分支，該河在首都布拉迪斯拉發附近從主河道分流，全長128公里的河道與主河平行，最終在科拉羅沃與多瑙河匯流。
47°55′44″N 18°00′04″E / 47.92889°N 18.00111°E